# ХК Триглав
Хокејашки клуб Триглав је словеначки хокејашки клуб из Крања. Утакмице као домаћин игра у Леденој дворани Златно поље, капацитета 1.000 места. Клуб се тренутно такмичи у регионалној ИХЛ лиги.

## Историја
Клуб је основан 1968. године. У сезони 1970/71. године постају републички прваци у тадашњој Југославији, а исти успех је поновљен и следеће године. У сезони 1971/72. су у баражу за пласман у Прву савезну лигу Југославије изгубили од Војводине. На другом месту су завршили у сезони 1974/75. године. У сезони 1979/80. поново су постали шампиони друге савезне лиге запад и победом против Војводине пласирали су се у Прву савезну лигу Југославије у хокеју на леду. Наступ у највишем рангу им је био онемогућен јер нису имали своје клизалиште.
Прво клизалиште клуб је добио 1981. године, а у сезони 1982/83. клуб је поново био први у другој савезној лиги. Наступ у Прву савезну лигу Југославије овај пут су спречили финансијски проблеми. У сезони 1985/86. клуб се поново пласирао у прву лигу али су и по трећи пут спречени да играју у највишем рангу. Разлог су поново били финансијски проблеми. Ово је клуб довело до ивице пропасти, јер су клуб напустили најбољи играчи.
По осамостаљењу Словеније Триглав је највећи успех постигао у сезони 1995/96. и 1996/97. године, када су освајали 4. место.
Јуниори Триглава су у сезони 2002/03. постали прваци Словеније.
У првој години такмичења у регионалној Слохокеј лиги, у сезони 2009/10. Триглав је у регуларном делу заузео прво место. У четвртфиналу плеј офа су савладали Славију, али су поражени у полуфиналу од хокејаша Партизана.
У сезони 2010/11. хокејаши Триглава су у регуларном делу такмичења заузели четврто место и пласирали се у плеј оф. Међутим у плеј офу су елиминисани већ у четвртфиналу од Тим Загреба.

## Познати хокејаши
- Јуриј Халај
- Микал Конечни
- Јуриј Леонов
- Јакоб Миланович
- Јосеф Петхо
- Јуре Смолеј
- Штефан Шкврака
- Андреј Тавжељ
- Павел Вратни